# Slaget vid Uhud

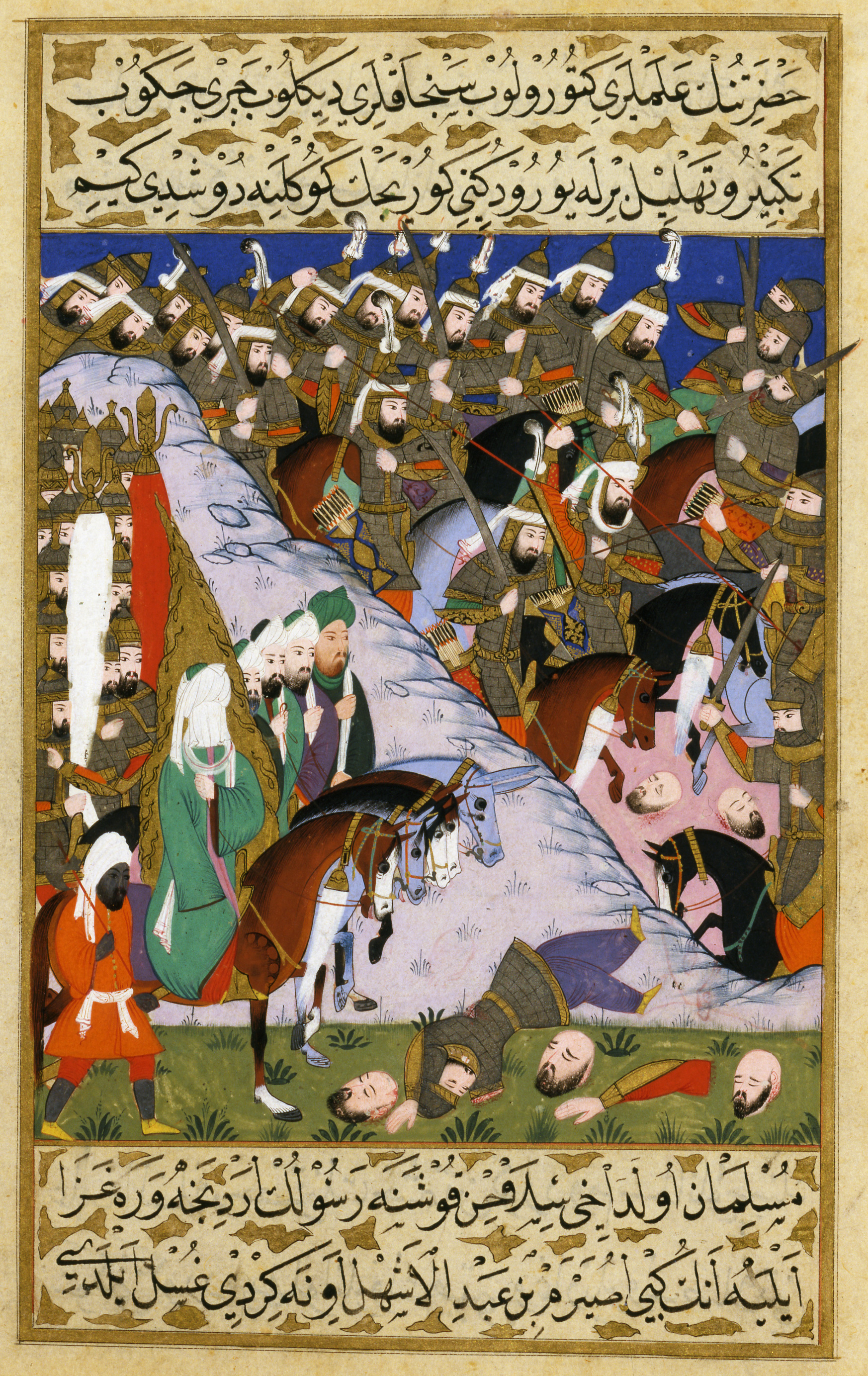
Profeten Muhammed och den muslimska armén i slaget vid Uhud.

Slaget vid Uhud (arabiska غزوة أحد Ġazwat ‘Uḥud) utkämpades den 19 mars 625 (3 shawwal 3 A.H.) vid dalen som ligger nedanför berget Uhud i nordvästra Saudiarabien. 
Profeten Muhammed och hans muslimska grupp i Medina var redan i öppen fejd med de fientligt inställda ledarna i Mecka när de 624 vann det omtalade slaget vid Badr sydväst om Medina. De slagna meckanerna förberedde emellertid ett anfall mot Muhammed för att hämnas sina förluster, och redan året därpå angrep de Medina med en här om 3000 man. Muhammed mötte dem med en styrka som var långt underlägsen i antal.
Muhammeds armé bestod av 700 män och ledarna var, förutom Muhammed, Hamza ibn ‘Abd al-Muttalib och Ali ibn Abi Talib (a.s). Meckaarméns ledare var Abu Sufyan ibn Harb, Khalid ibn al-Walid och Ikrima ibn Amr. Muslimerna tvingade till en början meckanerna tillbaka, men ett allvarligt misstag från en del av den muslimska armén avgjorde utgången av slaget. Mot Muhammeds order lämnade de muslimska bågskyttarna sina tilldelade positioner och vid en överraskande attack från Meckas kavalleri, lett av Meckas krigsveteran Khalid ibn al-Walid, uppstod kaos i de muslimska leden. Många muslimer dödades och även Muhammed själv blev skadad.
Det har nämnts att Ali ibn Abi Talib var ensam kvar och avvärjde attackerna av Khalids kavallerister. Enligt Ibn Athir blev Muhammed "föremål för attacken av olika enheter av Quraishs armé från alla håll. Ali attackerade, i enlighet med Muhammeds order, varje enhet som gjorde en attack mot honom och skingrade dem eller dödade några av dem, och detta ägde rum ett antal gånger i Uhud."
Muslimerna var tvungna att lämna slagfältet och flydde uppför berget Uhud. Profetens farbror Hamza ibn ‘Abd al-Muttalib blev dödad i slaget. Muslimerna förlorade 70 män och Meckas armé 45–50 män.

En vers i Koranen som uppenbarades strax efter striden citerade muslimernas olydnad och önskan om byte som orsaken till detta bakslag:
GUD höll sannerligen Sitt löfte till er, då ni med Hans vilja var nära att i grund slå [era fiender], till dess modet svek er och ni blev oense om innebörden av den order [ni hade fått] och bröt mot den, då Han redan hade låtit [segern] hägra för er syn. Det fanns de bland er som inte hade annat än denna världens [goda] för ögonen och det fanns de som såg mot evigheten. Därefter lät Han er dra er undan [fienden] för att sätta er på prov. Men Han har nu utplånat er synd - ja, Guds nåd flödar över de troende. (Koranens budskap, 3:152)

## Galleri

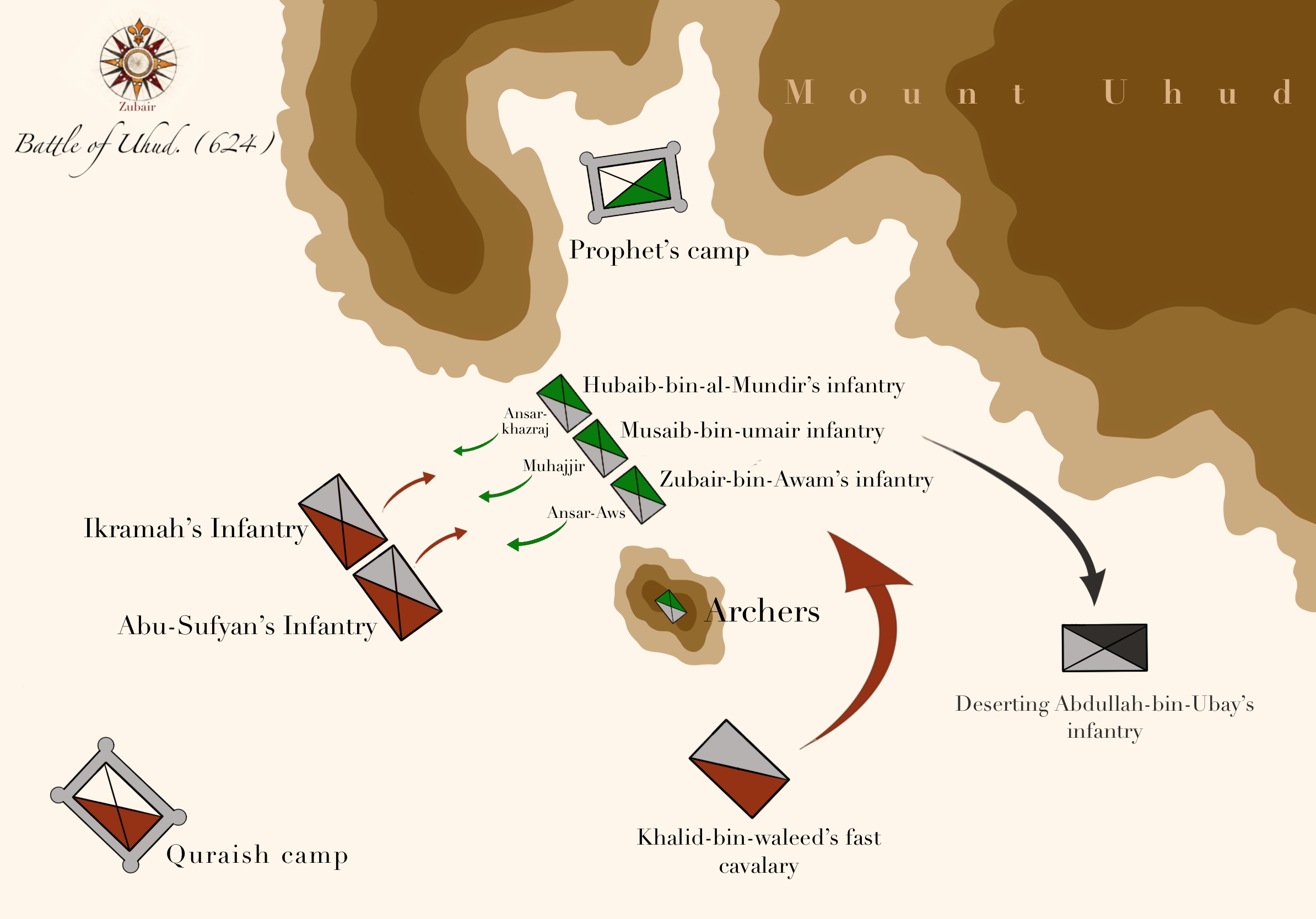
Slaget vid Uhud med detaljer.
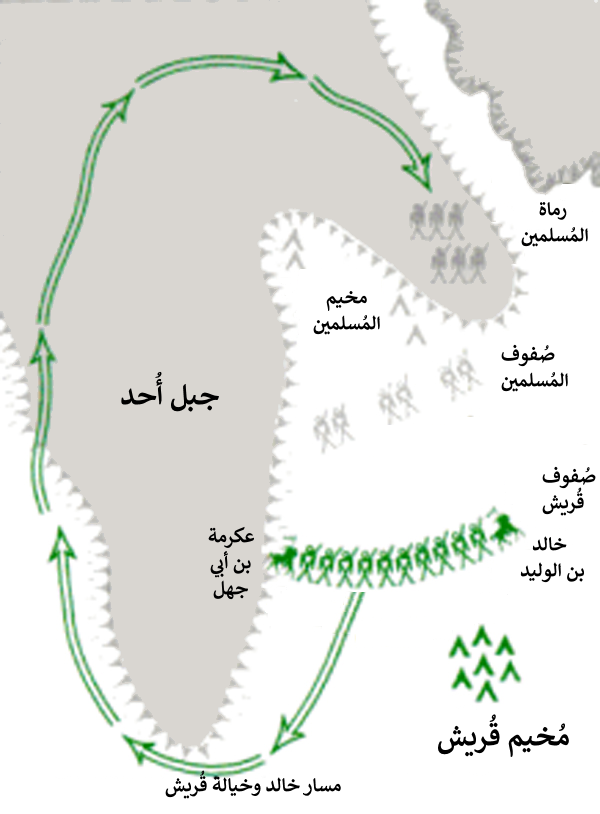
En bild som visar hur de två arméerna var under slaget vid Uhud, och hur Khalid ibn al-Walid manövrerade med kavalleriet runt muslimernas styrkor. Berget Uhud är till vänster på bilden, och till höger mötte arméerna varandra.

### Källhänvisningar
1. ↑  Syed, Akramulla (14 december 2017). ”History of Islam and Muslims, The second battle of Islam at Uhud, Battle of Ohod”. Islamic Occasions. http://www.ezsoftech.com/islamic/ohod.asp. Läst 9 november 2019.
2. ↑  Cambridge History of Islam 1A (1977) s. 47–48.
3. ↑  Watt (1974) s. 144.
4. ↑  ”Surat Al 'Imran - Läs Koranen på svenska | Heliga Koranen”. heliga-koranen.se. https://heliga-koranen.se/koranen/surat/3/al-imran/sida/11/. Läst 1 januari 2024.